# 水岭乡
水岭乡，是中华人民共和国湖南省永州市东安县下辖的一个乡镇级行政单位。

## 行政区划
水岭乡下辖以下地区：
下丰村、燕桂村、金龙村、岭脚村、大胡家村、吊牛坪村、营房岭村、布衫塘村、冷山村、骆家寨村、枧田村、吉星村、新铺村、母塘村和三合村。